# Delphinium cuneatum
Delphinium cuneatum är en ranunkelväxtart som beskrevs av John Stevenson och Dc.. Delphinium cuneatum ingår i släktet storriddarsporrar, och familjen ranunkelväxter. Inga underarter finns listade i Catalogue of Life.